# تراویس مایر
تراویس مایر (انگلیسی: Travis Mayer؛ زادهٔ ۲۲ فوریهٔ ۱۹۸۲)از برندگان مدال‌های بازی‌های المپیک زمستانی اهل ایالات متحده آمریکا است.